# Circunscrições eclesiásticas católicas do Equador

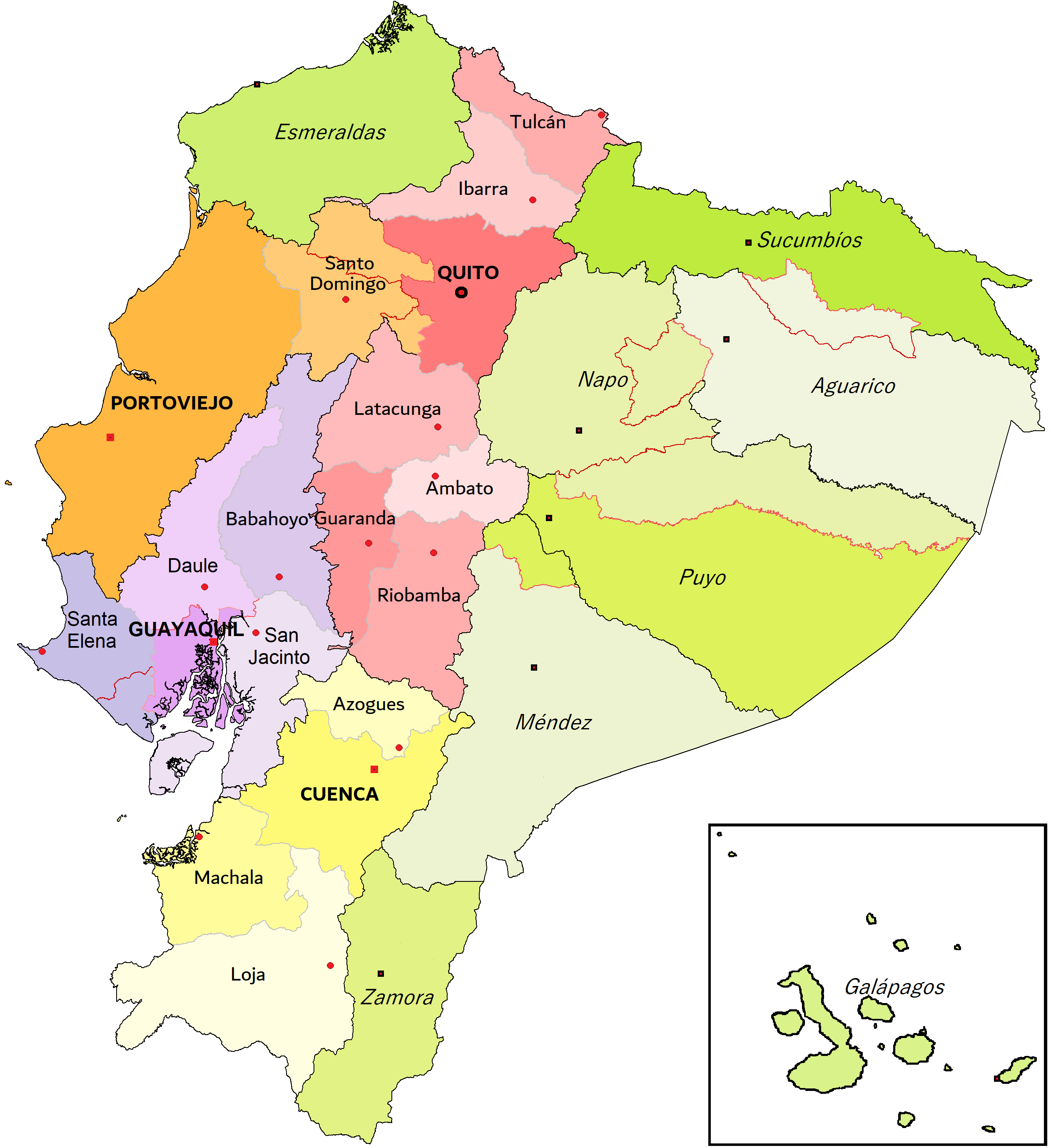
Circunscrições eclesiásticas católicas do Equador.

Esta é uma lista de circunscrições eclesiásticas católicas do Equador.
A Igreja Católica Romana no Equador tem 15 circunscrições: quatro arquidioceses e 11 dioceses, divididos em quatro províncias eclesiásticas; cada província é dirigida por um arcebispo. Há também oito vicariatos apostólicos e um Ordinariato Militar. As fronteiras das províncias do Equador são normalmente utilizados para determinar os limites da maioria dos dioceses territoriais. O primaz do Equador é Alfredo José Espinoza Mateus, S.D.B. da Arquidiocese de Quito.

## Província Eclesiástica de Cuenca
- Arquidiocese de Cuenca
  - Diocese de Azogues
  - Diocese de Loja
  - Diocese de Machala

## Província Eclesiástica de Guayaquil
- Arquidiocese de Guayaquil
  - Diocese de Babahoyo
  - Diocese de San Jacinto
  - Diocese de Daute
  - Diocese de Santa Elena

## Província Eclesiástica de Portoviejo
- Arquidiocese de Portoviejo
  - Diocese de Santo Domingo de los Colorados

## Província Eclesiástica de Quito
- Arquidiocese de Quito
  - Diocese de Ambato
  - Diocese de Guaranda
  - Diocese de Ibarra
  - Diocese de Latacunga
  - Diocese de Riobamba
  - Diocese de Tulcán

## Vicariatos apostólicos
- Vicariato Apostólico de Aguarico
- Vicariato Apostólico de Esmeraldas
- Vicariato Apostólico de Galápagos
- Vicariato Apostólico de Méndez
- Vicariato Apostólico de Napo
- Vicariato Apostólico de Puyo
- Vicariato Apostólico de San Miguel de Sucumbíos
- Vicariato Apostólico de Zamora en Equador

## Ordinariato Militar
- Ordinariato Militar do Equador